# Miguel Najdorf
Miguel Najdorf (Varsavia, 15 aprile 1910 – Malaga, 4 luglio 1997) è stato un Grande maestro di scacchi argentino di origine polacca.

## Biografia
Nato in una famiglia ebrea con il nome Moishe Mieczysław Najdorf, impara a giocare a scacchi all'età di circa 13 anni sotto la guida di Dawid Przepiórka; successivamente il suo maestro fu Savelij Tartakover, che egli chiamerà sempre "il mio maestro".
Nel 1929 gioca a Lodz una famosa partita contro Glucksberg nota come « L'immortale Polacca » , in cui sacrifica prima l'alfiere camposcuro, un cavallo, l'alfiere campochiaro e poi l'altro cavallo, dando infine scacco matto con un pedone in una difesa olandese, vincendo in 22 mosse.
Nel 1934 vince il campionato di Varsavia e nel 1936 partecipa alle Olimpiadi di Varsavia. Parteciperà in totale a ben 14 olimpiadi, tre con la Polonia e undici con l'Argentina, giocando ben 222 partite con il risultato complessivo di +93 –25 =104 (65,4 %). Vinse undici medaglie: tre d'oro e una d'argento individuali, quattro d'argento e tre di bronzo di squadra.

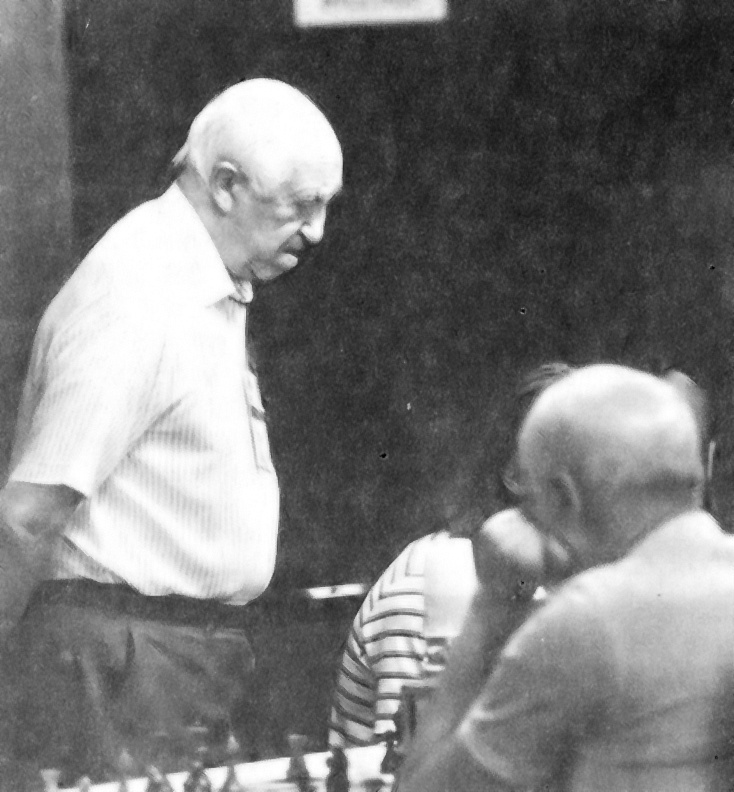
Miguel Najdorf nel 1992 durante le olimpiadi di scacchi

Mentre partecipava alle Olimpiadi di Buenos Aires 1939, il 1º settembre, giorno in cui cominciavano le finali, scoppiò la seconda guerra mondiale, con l'invasione della sua Polonia da parte della Germania nazista. Come diversi altri giocatori europei (anche tedeschi e austriaci) scelse di rimanere in Argentina, ottenendone la cittadinanza nel 1944. In seguito alla Shoah perpetrata dal regime nazista, tutti i componenti della sua famiglia vennero trucidati.
Vinse sette volte il Campionato argentino: nel 1949, 1951, 1952, 1955, 1960, 1967 e 1975.
Fu un fortissimo giocatore di scacchi alla cieca: nel 1943 a Rosario giocò una simultanea alla cieca su 40 scacchiere, con il risultato di +36 –3 =1. Venne considerato allora un record mondiale, ma non fu omologato per la mancanza dei requisiti di controllo previsti dai regolamenti. Nel 1947 giocò a San Paolo una simultanea alla cieca su 45 scacchiere, con il risultato di +39 –2 =4. Anche questo record non venne omologato per la mancanza dei requisiti di controllo.
Nel 1950 fu tra i primi 27 giocatori che ottennero dalla FIDE il titolo di Grande maestro.

## Principali risultati di torneo
- 1930   6º nel campionato di Varsavia, vinto da Paulino Frydmann.
- 1931   2º nel torneo di Varsavia, vinto da Frydmann.
- 1933   1º nel torneo quadrangolare di Varsavia.
- 1934   1º nel campionato di Varsavia.
  - 2º nel torneo di Varsavia, vinto da Frydmann.
- 1935   2º-4º con P. Frydmann e H. Frydmann nel campionato polacco, vinto da Tartakover.
  - Vince a Toruń un match con Tartakower (+2 –1 =2).
- 1936   = 1º con Lajos Steiner a Budapest nel campionato ungherese open.
- 1937   1º nel torneo di Rogaška Slatina.
  - 3º nel campionato polacco a Jurata.
- 1939   =1º con Paul Keres nel torneo di Buenos Aires con 8,5 /11. Vince l'incontro diretto con Keres.
  - 6º nel torneo di Margate in Inghilterra.
- 1941   = 1º con Gideon Ståhlberg nel torneo di Buenos Aires.
  - 2º nel torneo di Mar del Plata dietro a Ståhlberg.
- 1942   1º a Mar del Plata con 13,5 /17, davanti a Ståhlberg.
- 1943   1º nel torneo di Rosario.
  - 2º a Mar del Plata dietro a Stahlberg.
- 1944   1º a Mar del Plata con 13/16, davanti a Stahlberg.
- 1945   1º nel Grau Memorial di Buenos Aires, davanti a Gideon Stahlberg e Carlos Guimard.
  - 2º a Viña del Mar dietro a Carlos Guimard.
  - 1º a Mar del Plata davanti a Stahlberg.
- 1946   1º nel torneo di Rio de Janeiro.
  - 1º a Mar del Plata con 16/18, davanti a Guimard e Ståhlberg.
  - = 4º con László Szabó al torneo di Groninga 1946, vinto da Michail Botvinnik.
  - 1º nel torneo di Praga, davanti a Petar Trifunović, Gösta Stoltz e Svetozar Gligorić.
  - 1º nel torneo di Barcellona, davanti a Daniel Yanofsky.
- 1947   1º a Mar del Plata.
  - 2º a San Paolo del Brasile, dietro a Erich Eliskases.
  - 2º nel torneo di Buenos Aires/la Plata, dietro a Stahlberg, davanti a Max Euwe.
- 1948   1º a Venezia con 11,5 /13, davanti a Gideon Barcza, Esteban Canal e Max Euwe.
  - 1º Mar del Plata con 14/17.
  - 2º a New York dietro a Reuben Fine.
  - 2º a Buenos Aires con 8/10, dietro a Stahlberg.
- 1949   =1º a Buenos Aires con Stahlberg.
- 1950   1º nel torneo di Amsterdam
  - 1º nel torneo di Bled.
  - 5º nel Torneo dei Candidati di Budapest, vinto alla pari da Isaak Boleslavs'kyj e David Bronštejn.
- 1953   6º nel Torneo dei Candidati di Zurigo, vinto da Smyslov. Vinse il premio di bellezza per la partita con Mark Tajmanov La partita con Tajmanov.
  - 2º nel torneo di Mar del Plata.

Partecipò ancora ai cicli di qualificazione per il titolo mondiale nell'Interzonale di Göteborg 1955 (vinto da Bronštejn), ma non si qualificò per il torneo dei candidati.
In seguito, nonostante l'età avanzata, partecipò ancora con notevole successo a diversi tornei:
2º a Mar del Plata 1955 e 1957, = 1º con Luděk Pachman, davanti a Bobby Fischer a Mar del Plata 1959, 1º ad Amsterdam 1960, 1º a Mar del Plata 1961, 1º al Capablanca Memorial di L'Avana nel 1962 (questa vittoria è considerata il suo più grande successo di torneo, in quanto superò campioni del calibro di Boris Spasskij, Leŭ Paluhaeŭski, Vasilij Smyslov e Svetozar Gligorić), 1º a Mar del Plata 1965 e 1968 (pari con Oscar Panno).
Nel 1970 all'età di 60 anni partecipò al famoso match "URSS contro Resto del Mondo" in Jugoslavia, ottenendo un risultato di parità contro Michail Tal'.
Nel 1943 stabilì il record mondiale di partite in simultanea, giocando 202 partite con il risultato di +182 –8 =12.

Lo migliorò a San Paolo del Brasile nel 1950, con 250 partite (+226 –10 =14).
Il suo nome è legato alla variante Najdorf, una delle linee più giocate della difesa Siciliana:
1. e4 c5 2. Cf3 d6 3. d4 cxd4 4. Cxd4 Cf6 5. Cc3 a6   (ECO B90–B99).

## Aneddoti
Miguel Najdorf fu anche un grande dispensatore di battute sul mondo degli scacchi. Una in particolare fa parte della "storia" di questo gioco e dei suoi protagonisti. Riguarda l'allora campione del mondo, il sovietico (armeno) Tigran Petrosjan. Si era agli inizi dei Sessanta. Da poco aveva tolto il titolo allo scienziato della scacchiera, Michail Botvinnik. Tigran era noto per essere persona amabilissima (era mezzo sordo, quindi aveva un atteggiamento sempre un tantino da "beato") e assai amata, ma anche per essere paurosamente imbranato e che, all'infuori delle cose relative alla scacchiera, per il resto si occupava sua moglie, presente a tutti i tornei a cui partecipasse. Ebbene, in occasione di un torneo, Petrosyan in un incontro aveva i pezzi neri, dunque non apriva il gioco, ma rispondeva all'apertura. Inizia il match. Il suo avversario apre. Ma Petrosjan non c'è. Dopo un paio di minuti di attesa, comincia a montare il panico: essendo audioleso e non conoscendo la città in cui si gioca, forse si è perso, forse è finito sotto un tram che non ha sentito arrivare... Inservienti, organizzatori, colleghi si sguinzagliano alla ricerca del campione: polizia, ospedali, pompieri, in quindici minuti è allarmata tutta la città. Ma ecco improvvisamente che Petrosjan fa la sua entrata nel salone, preceduto dall'annuncio: "Non preoccupatevi, il Grande Maestro Tigran Petrosjan è qui, era andato in albergo a cambiarsi i pantaloni". Sospiro di sollievo dei presenti, quand'ecco che si sente la voce di Najdorf: "Cambiarsi i pantaloni? Casomai glieli ha cambiati sua moglie. Tigran al massimo può (s) cambiare un alfiere con un cavallo...".
Una volta, però, dovette subirla lui una battuta, il buon Najdorf: dalla jugoslava Milunka Lazarević, pluricampionessa del suo paese. Miguel le disse, di fronte ad una folta platea di scacchisti e relative consorti e compagne: "Ma perché voi donne vi ostinate a giocare a scacchi, tanto non ci raggiungerete mai!". E la Lazarević: "Non giochiamo mica per questo! Se lo volessimo, sarebbe sufficiente mandare voi, grandi scacchisti, in cucina a cucinare, al mercato a far le compere, per la casa a fare le pulizie, crescere i bambini e accudirci. Stia certo, caro collega, che vi supereremmo. E non solo negli scacchi". "Touché", fu la conclusione del Grande Vecchio dello scacchismo di fine secolo".